# Чуфрин, Илларион Иванович
Илларион Иванович Чуфрин (1906—1961) — советский инженер-конструктор подводного флота.

## Биография
С 1932 года служил в ВМФ. Инженер-капитан 1 ранга.
Во время Великой Отечественной войны — ст. инженер отдела проектирования подлодок НТК НКВМФ.
Научный сотрудник ЦНИИ военного кораблестроения. Участник разработки атомных подводных ракетоносцев первого поколения.

### Семья
- сыновья — Геннадий Илларионович Чуфрин (р. 1935), Игорь Илларионович Чуфрин (1942—1997).

## Награды и премии
- Сталинская премия первой степени (1946) — за разработку конструкции нового типа боевого корабля
- Орден Красного Знамени
- Орден Красной Звезды
- медали